# Pamela Cecile Rasmussen taxonjai

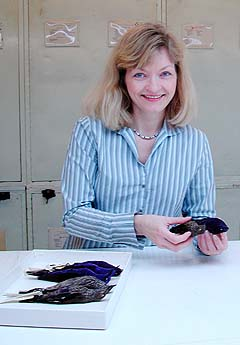
Pamela Cecile Rasmussen

Ezen a listán azok a taxon nevek szerepelnek, amelyeket Pamela Cecile Rasmussen (1959-ben született) alkotott. Azok a taxon nevek, amelyek nincsenek belinkelve, manapság csak szinonimaként használtak (az alábbi lista nem teljes):

## Madarak

### Bagolyalakúak
- fahéjszínű héjabagoly (Ninox ios) (Rasmussen, 1999)
- Camiguin-szigeti héjabagoly (Ninox leventisi) Rasmussen, Allen, Collar, DeMeulemeester, Hutchinson, Jakosalem, Kennedy, Lambert & Paguntalan, 2012
- cebu-szigeti héjabagoly (Ninox rumseyi) Rasmussen, Allen, Collar, DeMeulemeester, Hutchinson, Jakosalem, Kennedy, Lambert & Paguntalan, 2012
- nikobár-szigeteki füleskuvik (Otus alius) Rasmussen, 1998
- Sangihe-szigeti füleskuvik (Otus collari) Lambert & Rasmussen, 1998
- szerenádozó füleskuvik (Otus thilohoffmanni) Warakagoda & Rasmussen, 2004

### Verébalakúak
- tajvani bozótposzáta (Locustella alishanensis) (Rasmussen, Round, Dickinson & Rozendaal, 2000)
- Bradypterus alishanensis Rasmussen, Round, Dickinson & Rozendaal, 2000 - tajvani bozótposzáta
- Togian-szigeteki pápaszemesmadár (Zosterops somadikartai) Indrawan, Rasmussen & Sunarto, 2008